# Сен-Поль (Верхние Пиренеи)
Сен-Поль (фр. Saint-Paul, окс. Sent Pau de Nestés) — коммуна во Франции, находится в регионе Юг — Пиренеи. Департамент — Верхние Пиренеи. Входит в состав кантона Сен-Лоран-де-Нест. Округ коммуны — Баньер-де-Бигор.
Код INSEE коммуны — 65394.

## География

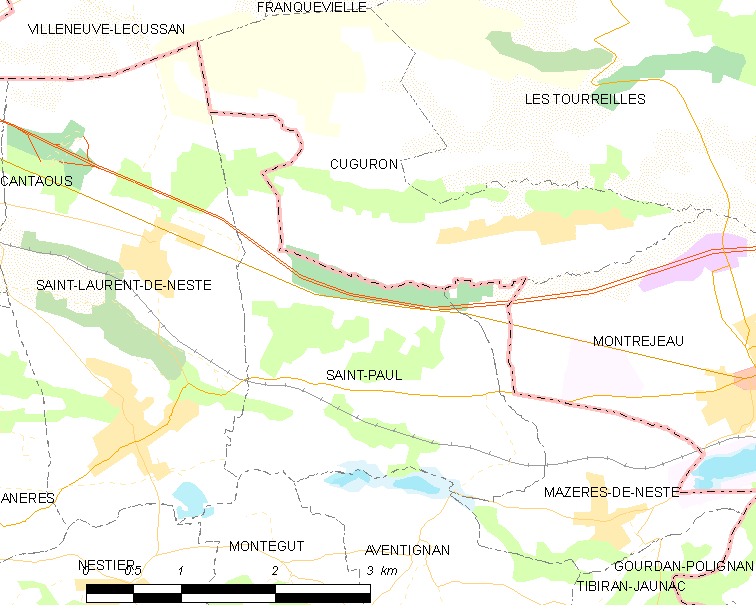
Карта коммуны

Коммуна расположена приблизительно в 660 км к югу от Парижа, в 100 км юго-западнее Тулузы, в 39 км к юго-востоку от Тарба.
На юге коммуны протекает река Нест.

## Климат
Климат умеренно-океанический с солнечной тёплой погодой и обильными осадками на протяжении практически всего года.

## Население
Население коммуны на 2010 год составляло 282 человека.
| 1962 | 1968 | 1975 | 1982 | 1990 | 1999 | 2010 |
| ---- | ---- | ---- | ---- | ---- | ---- | ---- |
| 196  | 197  | 202  | 223  | 234  | 232  | 282  |

## Администрация
| Период | Период | Фамилия          | Партия | Примечания |
| ------ | ------ | ---------------- | ------ | ---------- |
| 2001   | 2020   | Симон Шано-Дюффо |        |            |

## Экономика
В 2010 году среди 171 человека трудоспособного возраста (15-64 лет) 129 были экономически активными, 42 — неактивными (показатель активности — 75,4 %, в 1999 году было 68,3 %). Из 129 активных жителей работали 113 человек (54 мужчины и 59 женщин), безработных было 16 (7 мужчин и 9 женщин). Среди 42 неактивных 10 человек были учениками или студентами, 21 — пенсионерами, 11 были неактивными по другим причинам.